# Pravidla zasnoubení
Pravidla zasnoubení (v anglickém originále Rules of Engagement) je americký sitcom stanice CBS, který byl vysílán od 5. února 2007 do 20. května 2013. Seriál je z produkce Adama Sandlera a jeho společnosti Happy Madison Productions.

## Hlavní děj
Dva páry a jejich svobodný kamarád, který měl problémy se vztahy a později se nechtěně oženil; to byl základ celého seriálu. Ve vztazích byli všichni rozdílní - Patrick Warbuton a Megyn Price hráli dlouhodobé manžele, Oliver Hudson a Bianca Kajlich jako snoubenci a David Spade jako stále svobodný mládenec. Později se k němu ve 3. sérii přidal herec Adhir Kalyan, také stále svobodný. Tito lidé se pravidelně scházejí v restauraci "The Island Dinner". Tvůrci tohoto seriálu vyhrály cenu Grammy za seriál Raymonda má každý rád.

## Seznam dílů

### První řada
1. Pilot (Pilot)
2. The Birthday Deal (Narozeninová tradice)
3. Young and the Restless (Mladí a neklidní)
4. Game On (Hrátky)
5. Kids (Děti)
6. Hard Day's Night (Těžký den)
7. Jeff’s Wooby (Vzpomínky)

### Druhá řada
1. Flirting with Disaster (Flirtování s pohromou)
2. Audrey's Sister (Audřina sestra)
3. Mr. Fix-It (Pan Spravíto)
4. Guy Code (Pánský kodex)
5. Bag Ladies (Dámská taška)
6. Old School Jeff (Jeff jak zamlada)
7. Engagement Party (Večírek k zásnubám)
8. Fix-Ups & Downs (Dohazovačky)
9. A Visit from Fay (Návštěva matky)
10. Time Share (Společný výlet)
11. Jen at Work (Práce s Jenifer)
12. Optimal Male (Optimální muž)
13. Russell's Father's Son (Syn Russellova otce)
14. Buyer's Remorse (Výčitky svědomí)
15. Pimp My Bride (Konkurz na nevěstu)

### Třetí řada
1. Russell's Secret (Russellovo tajemství)
2. Voluntary Commitment (Závazek dobrovolnice)
3. Jeff's New Friend (Jeffův nový kamarád)
4. Dad's Visit (Otec na návštěvě)
5. Lyin' King (Král lhářů)
6. Poaching Timmy (Váhavý Timmy)
7. Old Timer's Day (Život jako důvod)
8. Twice (Dvakrát)
9. The Challenge (Sázka)
10. Family Style (V rodinném duchu)
11. May Divorce Be with You (Rozvod může potkat každého)
12. House Money (Domácí rozpočet)
13. Sex Toy Story (Sexy hračičky)

### Čtvrtá řada
1. Flirting (Flirtování)
2. Snoozin' for a Bruisin' (Probuzení s modřinou)
3. Atlantic City (Atlantic City)
4. Ghost Story (Příběh s duchem)
5. The Four Pillars (Čtyři pilíře)
6. Third Wheel (Páté kolo u vozu)
7. Indian Giver (Danajský dar)
8. Free Free Time (Volno zadarmo)
9. The Score (Skóre)
10. The Surrogate (Náhradní matka)
11. Reunion (Třídní sraz)
12. Harassment (Harašení)
13. They Do? (Bude svatba, nebo ne?)

### Pátá řada
1. Surro-gate (Náhradní matka)
2. The Bank (Sázka na minulost)
3. Rug-of-War (Kobercová válka)
4. Handy Man (Udělej si sám)
5. Play Ball (Zanedbaný sex)
6. Baked (Koláčky)
7. Mannequin Head Ball (Hokejový zápas)
8. Les-bro (Ať žijí lesby!)
9. The Big Picture (Větší fotka)
10. Fun Run (Zábavný běh)
11. Refusing to Budget (Russell musí šetřit)
12. Little Bummer Boy (Šťastné a veselé!)
13. The Home Stretch (Domácí trenér)
14. Uh-Oh It's Magic (Kouzelník)
15. Singing and Dancing (Zpívat a tančit)
16. Jeff Day (Den Jeffa)
17. Zygote (Zygota)
18. Anniversary Chicken (Šťastné výročí)
19. The Set Up (Past na ženicha)
20. Beating the System (Svatební plány)
21. The Jeff Photo (Jeffova fotka)
22. Double Down (Dvojčata)
23. The Power Couple (Výkonný pár)
24. The Last of the Red Hat Lovers (A je vymalováno)

### Šestá řada
1. Dirty Talk (Akt lásky)
2. Bros Before Nodes (Výsledky testů)
3. Audrey is Dumb (Smuteční projev)
4. Nature Calls (Příroda volá)
5. Shy Dial (Hlasová schránka)
6. Cheating (Nevěrník)
7. The Chair (Křeslo)
8. Scavenger Hunt (Hledání pokladu)
9. A Big Bust (Paní na úklid)
10. After the Lovin' (Něco za něco)
11. Missed Connections (Ztráty a nálezy)
12. The Five Things (Řekni to písní)
13. Meat Wars (Boj o flákotu)
14. Goodbye Dolly (Nemocnice pro panenky)
15. Audrey's Shower (Týden bez žen)

### Sedmá řada
1. Liz Moves In (Pomoc v nouzi)
2. Taking Names (Na jméně záleží)
3. Cats & Dogs (Šťastná hodinka)
4. Cupcake (Košíček)
5. Fountain of Youth (Ztracené mládí)
6. Baby Talk (Čteme dětem)
7. Role Play (Divadýlko)
8. Catering (Catering)
9. Cooking Class (Kurz vaření)
10. Unpleasant Surprises (Nemilé překvapení)
11. Timmy Quits (Timmy dává výpověď)
12. A Wee Problem (Svatební den)
13. 100th (Velký den)

### Americké premiéry a vysílací časy
| Série | Čas vysílání                                 | Počet epizod | Premiérová epizoda | Premiérová epizoda         | Závěrečná epizoda | Závěrečná epizoda          | Roky    | Místo na žebříčku sledovanosti | Diváci (v milionech) |
| Série | Čas vysílání                                 | Počet epizod | Datum              | Počet diváků (v milionech) | Datum             | Počet diváků (v milionech) | Roky    | Místo na žebříčku sledovanosti | Diváci (v milionech) |
| ----- | -------------------------------------------- | ------------ | ------------------ | -------------------------- | ----------------- | -------------------------- | ------- | ------------------------------ | -------------------- |
| 1     | Pondělí 21:30                                | 7            | 5. února 2007      | 14.83                      | 19. března 2007   | 9.26                       | 2006–07 | 36th                           | 12.38                |
| 2     | Pondělí 21:30                                | 15           | 24. září2007       | 12.23                      | 19. května 2008   | 12.29                      | 2007–08 | 33rd                           | 10.89                |
| 3     | Pondělí 21:30                                | 13           | 2. března 2009     | 11.82                      | 18. května 2009   | 12.87                      | 2008–09 | 23rd                           | 11.37                |
| 4     | Pondělí 20:30                                | 13           | 1. března          | 9.73                       | 24. května 2010   | 8.23                       | 2009–10 | 50th                           | 7.91                 |
| 5     | Pondělí 20:30 (2010–11) Čtvrtek 20:30 (2011) | 24           | 20. září 2010      | 8.35                       | 19. května 2011   | 8.80                       | 2010–11 | 49th                           | 8.77                 |
| 6     | Čtvrtek 20:30                                | 15           | 20. října 2011     | 11.45                      | 17. května 2012   | 7.17                       | 2011–12 | 42nd                           | 10.10                |
| 7     | Pondělí 20:30                                | 13           | 4. února 2013      | 9.40                       | 20. května 2013   | 6.25                       | 2012–13 | 52nd                           | 7.69                 |